# Titolo di città in Serbia
Il titolo di città in Serbia è conferito, secondo i criteri stabiliti dalla legge 28 dicembre 2007, a quei comuni che costituiscono il centro economico, amministrativo, geografico e culturale di un'ampia zona e che contano più di 50 000 abitanti; hanno tale titolo anche Belgrado (suddivisioni di Belgrado), Novi Sad (suddivisioni di Novi Sad) e Niš, città che rappresentano ciascuna l'insieme di più comuni costitutivi.
Gli enti che detengono il titolo di città sono 24.

## Lista
| Foto | Stemma | Città             | Distretto             | Popolazione (2011) |
| ---- | ------ | ----------------- | --------------------- | ------------------ |
|      |        | Belgrado          | Belgrado              | 1 659 440          |
|      |        | Novi Sad          | Bačka Meridionale     | 341 625            |
|      |        | Niš               | Nišava                | 260 237            |
|      |        | Kragujevac        | Šumadija              | 179 417            |
|      |        | Leskovac          | Jablanica             | 144 206            |
|      |        | Subotica          | Bačka Settentrionale  | 141 554            |
|      |        | Kruševac          | Rasina                | 128 752            |
|      |        | Kraljevo          | Raška                 | 125 488            |
|      |        | Pančevo           | Banato Meridionale    | 123 414            |
|      |        | Zrenjanin         | Banato Centrale       | 123 362            |
|      |        | Šabac             | Mačva                 | 115 884            |
|      |        | Čačak             | Moravica              | 115 337            |
|      |        | Smederevo         | Podunavlje            | 108 209            |
|      |        | Novi Pazar        | Raška                 | 100 410            |
|      |        | Valjevo           | Kolubara              | 90 312             |
|      |        | Sombor            | Bačka Occidentale     | 85 903             |
|      |        | Vranje            | Pčinja                | 83 524             |
|      |        | Sremska Mitrovica | Sirmia                | 79 940             |
|      |        | Loznica           | Mačva                 | 79 327             |
|      |        | Užice             | Zlatibor              | 78 040             |
|      |        | Požarevac         | Braničevo             | 75 334             |
|      |        | Jagodina          | Pomoravlje            | 71 852             |
|      |        | Zaječar           | Zaječar               | 59 461             |
|      |        | Kikinda           | Banato Settentrionale | 59 453             |
|      |        | Pirot             | Pirot                 | 57 928             |
|      |        | Vršac             | Banato Meridionale    | 52 026             |